# I. Liga 1925-1926
L'edizione 1925-26 della I. Liga vide la vittoria finale del FK Austria.
Capocannoniere del torneo fu Gustav Wieser del FK Austria con 25 reti.

## Stagione

### Novità
Dalla Seconda Klasse sono state  promesse in Prima Liga il Floridsdorfer e 
l'Herta Vienna.

## Formula
Partecipano 13 squadre in un girone all'italiana. Due punti per la vittoria, un punto per il pareggio e zero punti per la sconfitta. La squadra prima classificata è proclamata campione d'Austria. La squadra ultima classificata è retrocessa.

## Squadre partecipanti
| Club           | Stagione | Città  | Stadio                       | Stagione precedente 1924-1925 |
| -------------- | -------- | ------ | ---------------------------- | ----------------------------- |
| Admira Vienna  | dettagli | Vienna | Admiraplatz                  | 6º posto                      |
| Austria Vienna | dettagli | Vienna | Amateurplatz (Ober St. Veit) | 2º posto                      |
| First Vienna   | dettagli | Vienna | Hohe Warte                   | 3º posto                      |
| Floridsdorfer  | dettagli | Vienna | FAC-platz                    | 1º posto (Neopromosso)        |
| Hakoah Vienna  | dettagli | Vienna | Hakoahplatz                  | 1º posto (Campione)           |
| Hertha Vienna  | dettagli | Vienna | Herthaplatz                  | 2º posto (Neopromossa)        |
| Rapid Vienna   | dettagli | Vienna | Rapidplatz (Pfarrwiese)      | 4º posto                      |
| Rudolfshügel   | dettagli | Vienna | Rudolfshügel-Platz           | 11º posto                     |
| Simmering      | dettagli | Vienna | Simmeringer Sportplatz       | 8º posto                      |
| Slovan Vienna  | dettagli | Vienna | Tschechisches Herz-Platz     | 10º posto                     |
| Wacker         | dettagli | Vienna | Wacker-Platz                 | 7º posto                      |
| Wiener AC      | dettagli | Vienna | WAC-Platz                    | 5º posto                      |
| Wiener SC      | dettagli | Vienna | Sportclub-Platz              | 9º posto                      |

## Classifica finale
|  | Pos. | Squadra        | Pt | G  | V  | N | P  | GF | GS | DR  |
|  | ---- | -------------- | -- | -- | -- | - | -- | -- | -- | --- |
|  | 1.   | Austria Vienna | 35 | 24 | 15 | 5 | 4  | 73 | 39 | +32 |
|  | 2.   | First Vienna   | 31 | 24 | 14 | 3 | 7  | 61 | 45 | +16 |
|  | 3.   | Simmering      | 29 | 24 | 12 | 5 | 7  | 64 | 52 | +12 |
|  | 4.   | Admira Vienna  | 27 | 24 | 12 | 3 | 9  | 49 | 42 | 27  |
|  | 5.   | Rapid Vienna   | 27 | 24 | 12 | 3 | 9  | 61 | 57 | +4  |
|  | 6.   | Slovan Vienna  | 26 | 24 | 11 | 4 | 9  | 56 | 47 | +9  |
|  | 7.   | Hakoah Vienna  | 26 | 24 | 9  | 8 | 7  | 56 | 50 | +6  |
|  | 8.   | Wiener SC      | 24 | 24 | 11 | 2 | 11 | 45 | 57 | -12 |
|  | 9.   | Wacker         | 24 | 24 | 8  | 8 | 8  | 51 | 53 | -3  |
|  | 10.  | Wiener AC      | 21 | 24 | 8  | 5 | 11 | 42 | 47 | -5  |
|  | 11.  | Floridsdorfer  | 19 | 24 | 7  | 5 | 12 | 43 | 53 | -10 |
|  | 12.  | Rudolfshügel   | 12 | 24 | 3  | 6 | 15 | 38 | 68 | -30 |
|  | 13.  | Hertha Vienna  | 11 | 24 | 3  | 5 | 16 | 35 | 64 | -29 |

Legenda:
      Campione d'Austria.
      Retrocessa
Regolamento:
Due punti a vittoria, uno a pareggio, zero a sconfitta.
In caso di arrivo di due o più squadre a pari punti in testa o in coda della classifica, si gioca una o più partite di spareggio.

## Verdetti
- FK Austria Campione d'Austria 1925-26.
- ASV Hertha retrocessa.